# Kristian Opseth
Kristian Opseth (Kaupanger, 1990. január 6. –) norvég labdarúgó, a Sarpsborg 08 csatárja.

## Pályafutása
Opseth a norvégiai Kaupanger községben született. Az ifjúsági pályafutását a helyi Kaupanger akadémiájánál kezdte.
2012-ben mutatkozott be a Førde felnőtt keretében. 2014-ben az első osztályban szereplő Sogndal szerződtette. A 2017-es szezon első felében a másodosztályú Bodø/Glimt csapatát erősítette kölcsönben. A lehetőséggel élve, 2017 nyarán a Bodø/Glimthez igazolt. A 2017-es szezonban 30 mérkőzésen elért 28 góljával megszerezte az OBOS-ligaen gólkirályi címét, illetve a klubbal is feljutottak az Eliteserienbe. 2019-ben a török Erzurumsporhoz, majd az ausztrál Adelaide Unitedhez írt alá. 2020-ban az indiai Bengaluruhoz csatlakozott. 2021. március 2-án hároméves szerződést kötött a norvég Sarpsborg 08 együttesével. Először 2021. június 16-án, a Molde ellen idegenben 4–1-es vereséggel zárult mérkőzés 67. percében, Ibrahima Koné cseréjeként lépett pályára, majd a 84. percben megszerezte első gólját is a klub színeiben.

## Statisztikák
2023. április 16. szerint
| Klub            | Szezon   | Osztály     | Bajnokság | Bajnokság | Kupa  | Kupa | Nemzetközi | Nemzetközi | Összesen | Összesen |
| Klub            | Szezon   | Osztály     | Meccs     | Gól       | Meccs | Gól  | Meccs      | Gól        | Meccs    | Gól      |
| --------------- | -------- | ----------- | --------- | --------- | ----- | ---- | ---------- | ---------- | -------- | -------- |
| Sogndal         | 2014     | Tippeligaen | 10        | 0         | 0     | 0    | —          | —          | 10       | 0        |
| Sogndal         | 2015     | OBOS-ligaen | 26        | 16        | 0     | 0    | —          | —          | 26       | 16       |
| Sogndal         | 2016     | Tippeligaen | 18        | 2         | 1     | 1    | —          | —          | 19       | 3        |
| Sogndal         | Összesen | Összesen    | 54        | 18        | 1     | 1    | 0          | 0          | 55       | 19       |
| Bodø/Glimt      | 2017     | OBOS-ligaen | 30        | 28        | 2     | 2    | —          | —          | 32       | 30       |
| Bodø/Glimt      | 2018     | Eliteserien | 30        | 10        | 3     | 2    | —          | —          | 33       | 12       |
| Bodø/Glimt      | Összesen | Összesen    | 60        | 38        | 5     | 4    | 0          | 0          | 65       | 42       |
| Erzurumspor     | 2018–19  | Süper Lig   | 12        | 1         | 0     | 0    | —          | —          | 12       | 1        |
| Adelaide United | 2019–20  | A-League    | 21        | 6         | 3     | 0    | —          | —          | 24       | 6        |
| Bengaluru       | 2020–21  | ISL         | 15        | 0         | 0     | 0    | —          | —          | 15       | 0        |
| Sarpsborg 08    | 2021     | Eliteserien | 16        | 5         | 4     | 4    | —          | —          | 20       | 9        |
| Sarpsborg 08    | 2022     | Eliteserien | 13        | 2         | 1     | 1    | —          | —          | 14       | 3        |
| Sarpsborg 08    | 2023     | Eliteserien | 2         | 2         | 0     | 0    | —          | —          | 2        | 2        |
| Sarpsborg 08    | Összesen | Összesen    | 31        | 9         | 5     | 5    | 0          | 0          | 36       | 14       |
| Összesen        | Összesen | Összesen    | 193       | 72        | 14    | 10   | 0          | 0          | 207      | 82       |

## Sikerei, díjai
Sogndal
- OBOS-ligaen
  - Feljutó (1): 2015

Bodø/Glimt
- OBOS-ligaen
  - Feljutó (1): 2017

Adelaide United
- Ausztrál Kupa
  - Győztes (1): 2019

Egyéni
- A norvég másodosztály gólkirálya: 2017 (28 góllal)